# Cindy Vela
Cindy Vela (4 de enero de 1979) es una actriz, modelo y saxofonista americana.

## Primeros años y educación
Vela nació en Brownsville en 1979. Luego vivió en Olmito. Vela es la hija de Lupita y Fred Vela. Tiene un hermano llamado Freddy Vela. Se graduó de Los Fresnos High School. Vela asistió al University of Texas at Brownsville and Texas Southmost College, donde fue la saxofonista líder en la banda de jazz y conciertos. Recibió un grado en Artes en la educación muaical. Se convirtió en directora de banda en Memorial Middle School y brevemente dirigió la banda en Harlingen High School. En 2000, ganó el título de Miss Latina. Un fotógrafo la descubrió cuando estaba en la universidad y Vela se mudó a Los Ángeles para lanzar una carrera actoral y en el modelaje.

## Carrera
Vela ha interpretado papeles recurrentes en producciones mexicano-estadounidenses como Harvest of Redemption (2007), Desdemona: A Love Story (2009), y Thou Shalt Not Kill (2014). Su primera aparición fue en el drama de 2005, Puños rosas, en un papel no acreditado. En una película de 2009, Ready or Not, hizo de la amante de Alex Rocco. Recibió críticas positivas por su papel en Desdemona: A Love Story (2009), que le hizo merecedora de una galardón en el Boston Film Festival. Vela apareció en un videoclip de Kris Allen, "The Truth" en 2010. Previamente había aparecido en videos de Carlos Santana, Christina Aguilera y Daddy Yankee. En 2012, apareció en Black November, como la agente Consuelos. Hizo de una reportera de televisión en la película de 2016, Camino protagonizada por Zoë Bell. Vela apareció en la película It's Gawd (2017) como Lucy. Una de las últimas obra producidas por Ray Bradbury, The Wonderful Ice Cream Suite, incluía a Vela.

### Exhibit B5
Vela apareció en el cortometraje Exhibit-B5 dirigido por Kyle Rankin y coprotagonizado por Corin Nemec y Mircea Monroe. En la película Vela es mostrada en un coche mientras le hace una broma su compañero de habitación. La película fue lanzada como real. El video llegó a MSNBC Caught on Camera, a los que Vela. En una entrevista con Herald de Paris, Vela declaró que se dio cuenta del impacto de Exibit B-5 cuando comenzó a ser solicitada para entrevistas de portales mediáticos internacionales.

### Modelaje
Vela ha participado en varias campañas publicitarias. Apareció en cajas de Special K en México, Colombia y Puerto Rico. Fue elegida para la compaña por Ximena Valero.
Ha aparecido en campañas para Motorola, Bio Ionic, OPI Products y Wells Fargo. Fue chica de portada para Bella Petite y la revista L'Estilo.
En 2015, el artista mexicano George Yepes seleccionó a Cindy Vela como la modelo de portada de la novela de Alfredo Vea Jr, The Mexican Flyboy. Esta colaboración llevó a Yepes a usar a Cindy como musa en sus pinturas. Vela ha sido el centro del trabajo de la artista contemporánea de RETNA, algunos de ellos fueron usados en catálogos en Los Ángeles, y Maria Kane.

## Vida personal
Vela es saxofonista profesional y fan de la franquicia Harry Potter. Su hermano Freddy es un periodista del tiempo en Rio Grande Valley. Vela comenzó a salir con el actor Kiefer Sutherland en 2014.  Mantuvieron su relación privada hasta 2017. Vela acompañó a Sutherland y a su banda en la gira para promocionar su álbum Down in a Hole. Vela y Sutherland se comprometieron en 2017.

## Filmografía
| Año  | Título                  | Papel             | Nota                             |
| ---- | ----------------------- | ----------------- | -------------------------------- |
| 2005 | Puños rosas             | La Gritona        |                                  |
| 2006 | Hollywood Familia       | Teen francesca    |                                  |
| 2007 | Harvest of Redemption   | Hija de Troquero  |                                  |
| 2009 | Ready or Not            | Niña de Don Julio |                                  |
| 2009 | Desdemona: A Love Story | Desdemona         | Acteiz principal                 |
| 2010 | Exhibit B-5             | Rachel            | Video viral                      |
| 2010 | Boyle Heights           | Girl cop          | Cortometraje                     |
| 2012 | La Chamba               | Chola embarazada  | Serue de televisión, 5 Episodios |
| 2012 | Black November          | Agente Consuelos  |                                  |
| 2012 | Nuclear Family          | Karen             | Película de televisión           |
| 2012 | The Polterguys          | Mindy             |                                  |
| 2014 | News Burrito            | Cindy             |                                  |
| 2014 | Alma                    | Becky             | Cortometraje                     |
| 2014 | Thou Shalt Not Kill     | Gabby Pensiero    |                                  |
| 2015 | Endgame                 | Profesora         |                                  |
| 2016 | Camino                  | Reportera         |                                  |
| 2017 | It's Gawd!              | Lucy              |                                  |